# Хосе Луїс Мартінес-Алмейда
Хосе Луїс Мартінес-Альмейда Наваскес (ісп. José Luis Martínez-Almeida; нар. 17 квітня 1975) — іспанський юрист і політик. Член Народної партії, член міської ради Мадрида з 2015 року та мер Мадрида з 2019 року.

## Біографія
Мартінес-Алмейда народився в Мадриді 17 квітня 1975 року. Його дід Пабло Мартінес-Алмейда і Накаріно був членом Таємної ради Хуана граф Барселонського, він є наймолодшим із шести дітей Рафаеля Мартінеса-Альмейди і Леона і Кастільо та Анхела Наваскюес Кобіан. Навчався в школі Ретамар у Посуело-де-Аларкон, пов'язаній з Opus Dei. Мартінес-Альмейда приєднався до Народної партії, коли йому було 20 років. Отримав ступінь ліценціата з права в ICADE (Папський університет Комільяс) у 1998 році. У 2001 році він приєднався до Корпусу державних юристів.
З 2007 по 2011 рік обіймав посаду генерального директора з питань історичної спадщини Мадридської громади. У 2011 році Есперанса Агірре, прем'єр-міністр регіону, призначила його секретарем Урядової ради Мадридської громади. Він залишив регіональний уряд у 2013 році, щоб стати членом Генерального секретаріату та ради державного підприємства SEPIDES (нині SEPI) на посаді секретара правового відділу. З цієї посади він пішов у 2015 році.
Агірре включила Мартінеса-Алмейду як основну фігуру в кандидатурі від Народної партії на муніципальних виборах у Мадриді 2015 року, а пізніше став членом муніципальної ради. У 2017 році, коли Агірре пішла у відставку зі своїх останніх посад після затримання її політичного союзника Ігнасіо Гонсалеса, Мартінес-Алмейда замінив її на посаді прес-секретаря муніципальної групи Народної партії у міській раді. Його виступи як лідера опозиції зробили його широко відомим.
У липні 2018 року він був призначений членом Національного виконавчого комітету Народної партії після обрання Пабло Касадо лідером партії.
У січні 2019 року він був призначений кандидатом від Народної партії на посаду наступного мера Мадрида.

## Мер Мадрида
Балотувався першим у списку Народної партії на виборах до міської ради Мадрида у 2019 році. Мартінес-Альмейда програв вибори до ради проти Мануели Кармени від партії Más Madrid, але завдяки коаліційній угоді між Народною партією, партією Громадяни і партією Вокс, він був призначений мером 15 червня 2019 року.
Під час кампанії Народна партія пообіцяла позбутися зіркового заходу попередньої муніципальної адміністрації: зони з низьким рівнем викидів у центральному Мадриді. Як і було обіцяно, 1 липня міська рада на чолі з Мартінесом-Альмейдою призупинила дію системи на три місяці, припинивши штрафувати за порушення. Екологічні групи, такі як Грінпіс, перекрили дороги на знак протесту. Однак через тиждень суд у Мадриді відновив штрафи. Після більш ніж одного року судового спору, у липні 2020 року відступ від цього заходу було підтверджено судовим рішенням, але муніципальна влада залишила штрафи без змін.
Під час пандемії COVID-19 в Іспанії Мартінес-Альмейда заручився підтримкою всіх партій у міській раді. Його виступ приніс йому популярність і визнання.
У квітні 2022 року стало відомо, що його уряд був замішаний у скандалі щодо укладання кількох контрактів з компаніям, якими керує аристократ Луїс Медіна Абаскаль, син Наті Абаскаль і герцог Ферія; та його партнер Альберто Хав'єр Лусеньо Серон, два бізнесмени, які були посередниками у закупівлі санітарних матеріалів з міською радою Мадрида в березні 2020 року, під час найгіршого моменту пандемії COVID-19 в Іспанії та через кілька днів після того, як було введено стан небезпеки, з яким вони обоє брали мільйонні комісійні за різними контрактами, розслідує Антикорупційна прокуратура.

## Особисте життя
У січні 2024 року оголосив про свої заручини з Терезою Уркіхо-і-Морено, , праонукою принца Альфонсо Марія Бурбон-Сицилійського.
7 квітня 2024 року в церкві Сан-Франциско-де-Борха в Мадриді Мартінес-Альмейда одружився з Терезою Уркіхо-і-Морено.